# Klara Zamenhof
Klara Zamenhof (rojena Silbernik), poljska esperantistka, * 6. oktober 1863, Kovno, † 6. december 1924, Varšava.
Poročena je bila z L. L. Zamenhofom, izumiteljem mednarodnega jezika esperanto.

## Življenjepis
Klara je bila rojena v današnjem litvanskem Kaunasu kot najstarejša hči Aleksandra Senderja Silbernika in Golde Silbernik, bogatih judovskih trgovcev.
Leta 1887 se je poročila z Ludwikom Lejzerjem Zamenhofom. Skupaj sta imela tri otroke: Adama, Lidio in Zofio.  Po moževi smrti 14. aprila 1917, se je posvetila promociji esperanta. Nadaljevala je z razvojem skupnosti esperantistov in izdatno podpirala svojo hči, Lidio, ki je poučevala esperanto v Evropi in ZDA. 